# Tamsui
Tamsui (chinesisch 淡水區, Pinyin Dànshuǐ Qū, Tongyong Pinyin Danshuei Cyu, Pe̍h-ōe-jī Tām-súi/Tām-chú), auch Tanshui oder Tamshui geschrieben, ist ein Bezirk der Stadt Neu-Taipeh im Norden Taiwans mit gut 140.000 Einwohnern. Der früher Hùweǐ (chinesisch 滬尾) bzw. Hobe (Taiwanisch) genannte Ort liegt nordwestlich von Taipeh an der Mündung des Tamsui-Flusses (chinesisch 淡水河) in die Formosastraße. Der Südteil des Stadtbezirks ist Teil des Yangmingshan-Nationalparks.

## Geschichte
Von 1629 bis 1641 war Tamsui von den Spaniern besetzt. Das von ihnen 1628 erbaute Fort Santo Domingo gehört noch heute zu den Sehenswürdigkeiten der Stadt. Von 1867 bis 1972 residierte auf dem Gelände das Britische Konsulat.
1641 griffen die Holländer das Fort an, das dann am 3. August fiel.
Nach der Vertreibung der Spanier stand der Hafenort einige Jahre unter der Herrschaft der Holländer bzw. der Niederländischen Ostindien-Kompanie (niederländisch: Vereenigde Oostindische Compagnie; abgekürzt: V.O.C. bzw. VOC). An die Herrschaft der Holländer erinnert der heutige Name des Forts, Hong-Mao-Cheng (紅毛城, wörtlich: das Fort der Rothaarigen).
Sie verließen jedoch 1661 nach der Niederlage gegen Zheng Chenggong (Koxinga) ebenfalls Taiwan.
Nach dem Vertrag von Tianjin im Jahre 1860 öffnete die chinesische Regierung den Hafen für den Auslandshandel. Ab 1862 wurden regulär Zölle erhoben. Exportiert wurden vor allem Tee, Kampferholz, Schwefel und Kohle. Handelsfirmen vieler westlicher Länder ließen sich in Tamsui nieder; der Ort wurde zum Einfallstor westlicher Kultur in Taiwan und erlebte eine wirtschaftliche Blütezeit.
1872 traf der Arzt und Missionar George Leslie Mackay in Tamsui ein, wo er das erste westliche Krankenhaus und Schulen eröffnete.
Mitte des 19. Jahrhunderts war Tamsui der wichtigste Hafen Taiwans, aber die Bedeutung des Ortes als Hafen verringerte sich im 20. Jahrhundert infolge starker Verlandung, und in der Folge übernahm Keelung die Rolle als wichtigster Hafen im Norden. Die Bevölkerung wandte sich wieder stärker der Landwirtschaft und Fischerei zu, aber aufgrund guter Infrastrukturprojekte, die die japanischen Kolonialherren durchgeführt hatten, wurde der Ort zu einem lokalen Zentrum für Verwaltung und Kultur.
Unter der Republik China war Tamsui eine eigenständige Stadtgemeinde (鎮,  Zhèn), bis der Ort am 25. Dezember 2010 als Bezirk in die neu gegründete Stadt Neu-Taipeh eingegliedert wurde. Tamsui ist die nördliche Endstation der Tamsui-Linie der Metro Taipeh und ein beliebter Ausflugsort.

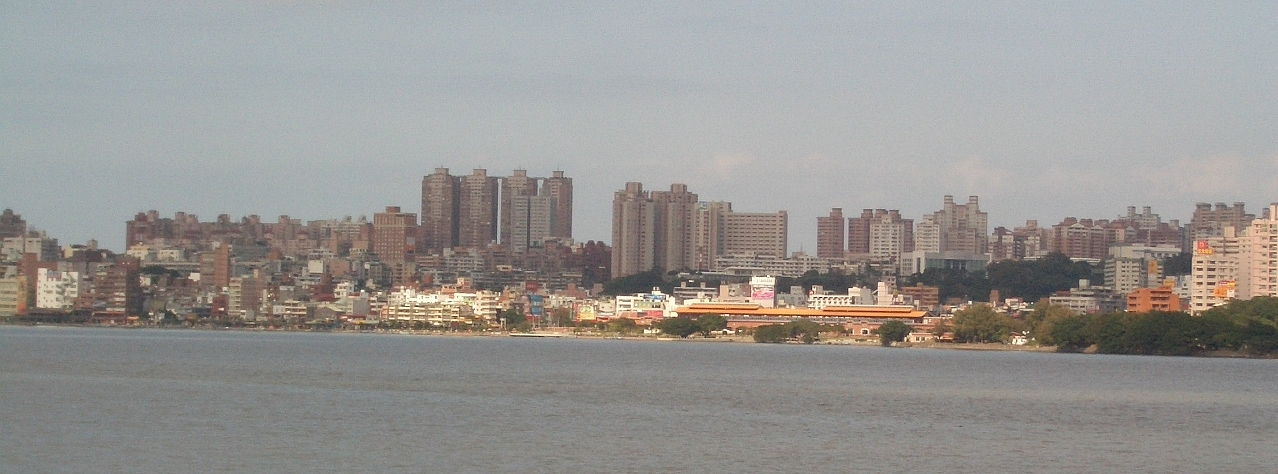
Ansicht von Danshui

## Kultur und Bildung

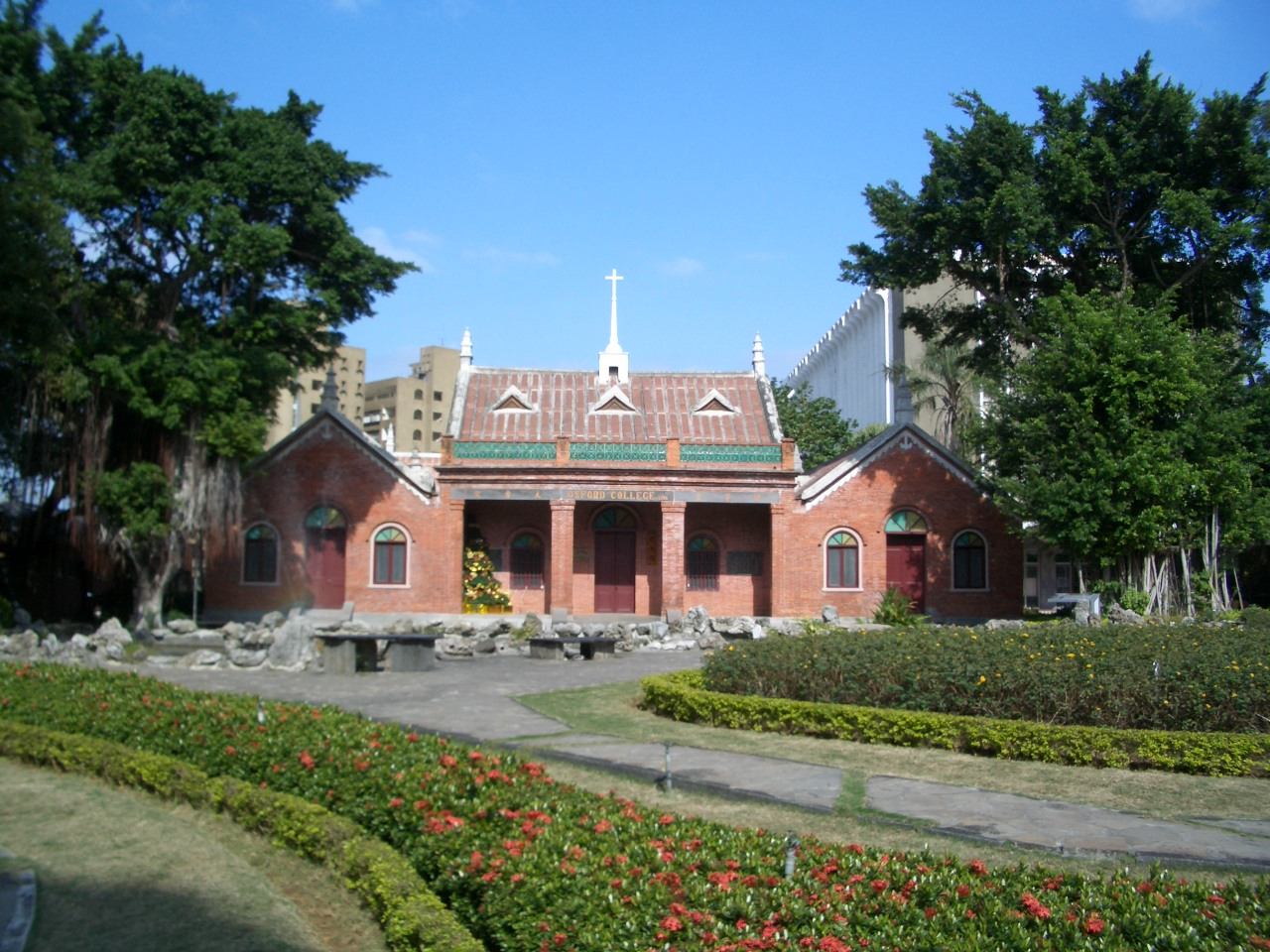
Das alte Oxford College, heute ein Gebäude der Aletheia University

In Tamsui haben fünf Universitäten ihren Standort, und zwar die Tamkang-Universität (淡江大學; gegründet 1958) mit 814 Vollzeitlehrkräften und 27.711 Studierenden sowie die Aletheia University (真理大學; gegründet 1965) mit 256 Vollzeitlehrkräften und 12.630 Studierenden (Stand 2004), außerdem die St. John’s University (聖約翰科技大學), die Taipei University of Marine Technology (台北海洋科技大學) sowie die Hwa Hsia University of Technology (華夏科技大學 Tamsui-Campus).
Die Aletheia University ist aus dem ehemaligen von Mackay gegründeten Oxford College hervorgegangen, der ersten westlichen Lehranstalt in Taiwan.

## Klima
|                        | Jan   | Feb   | Mär   | Apr   | Mai   | Jun   | Jul   | Aug   | Sep   | Okt   | Nov   | Dez  |   |         |
| Mittl. Temperatur (°C) | 15,2  | 15,6  | 17,4  | 21,1  | 24,5  | 26,9  | 28,8  | 28,6  | 26,7  | 23,7  | 20,6  | 16,9 | ⌀ | 22,2    |
| Mittl. Tagesmax. (°C)  | 18,7  | 19,1  | 21,3  | 25    | 28,5  | 30,9  | 33,3  | 33,1  | 30,9  | 27,4  | 24    | 20,5 | ⌀ | 26,1    |
| Mittl. Tagesmin. (°C)  | 12,4  | 12,9  | 14,5  | 18    | 21,3  | 23,9  | 25,5  | 25,4  | 23,7  | 20,8  | 17,8  | 14   | ⌀ | 19,2    |
|                        |       |       |       |       |       |       |       |       |       |       |       |      |   |         |
| Niederschlag (mm)      | 103,9 | 174,8 | 194,5 | 179,3 | 216,1 | 243,4 | 149,2 | 202,9 | 299,1 | 173,9 | 120,7 | 97,6 | Σ | 2.155,4 |
|                        |       |       |       |       |       |       |       |       |       |       |       |      |   |         |
| Sonnenstunden (h/d)    | 2,6   | 2,5   | 2,8   | 3,3   | 4,3   | 4,9   | 7     | 6,9   | 5,6   | 4,3   | 3,5   | 2,9  | ⌀ | 4,2     |
|                        |       |       |       |       |       |       |       |       |       |       |       |      |   |         |
| Regentage (d)          | 15,9  | 16    | 17,1  | 14,7  | 13,7  | 13    | 8,7   | 11    | 12,7  | 11,9  | 13,2  | 12,6 | Σ | 160,5   |

| 12,4 |

| 12,9 |

| 14,5 |

| 18 |

| 21,3 |

| 23,9 |

| 25,5 |

| 25,4 |

| 23,7 |

| 20,8 |

| 17,8 |

| 14 |

| 12,4 |

| 12,9 |

| 14,5 |

| 18 |

| 21,3 |

| 23,9 |

| 25,5 |

| 25,4 |

| 23,7 |

| 20,8 |

| 17,8 |

| 14 |